# Petra Hůlová
Petra Hůlová (* 12. července 1979 Praha) je česká spisovatelka.

## Život
Po maturitě na gymnáziu a neúspěšném pokusu studovat Fakultu sociálních věd Univerzity Karlovy studovala kulturologii na Filozofické fakultě téže univerzity, později přidala i mongolistiku. V letech 2000 až 2001 pobývala v Mongolsku, kde se odehrává děj jejího prvního románu, Paměť mojí babičce, jenž autorku proslavil.
Pobývala také ve Spojených státech amerických, kde se odehrává děj její knihy Cirkus Les Mémoires.
Později vystudovala kulturologii na Filozofické fakultě Univerzity Karlovy v doktorském programu. Od roku 2007 pravidelně přispívá do časopisu Respekt.
Žije v Praze. Je rozvedená, má tři děti.
Je členkou Strany zelených a ve volbách do Poslanecké sněmovny PČR v roce 2013 kandidovala na 8. místě kandidátky Strany zelených v Hlavním městě Praze (strana se však do Sněmovny nedostala). Ve volbách do Evropského parlamentu v roce 2014 kandidovala na 6. místě kandidátky Strany zelených, ale neuspěla. V r. 2023 se vzdala auta a zkouší žít bez něj.
Zdramatizovala román Iana McEwana Betonová zahrada, premiéra proběhla v lednu 2016 ve Švandově divadle. V roce 2017 zdramatizovala svůj román Macocha ve spolupráci s režisérkou Kamilou Polívkovou pro stejnojmennou inscenaci v brněnském HaDivadle.

## Dílo
- Paměť mojí babičce, Torst, 2002, ISBN 80-7215-174-6 – román
- Přes matný sklo, Torst, 2004, ISBN 80-7215-230-0 – novela
- Cirkus Les Mémoires, Torst, 2005, ISBN 80-7215-256-4 – román
- Umělohmotný třípokoj, Torst, 2006, ISBN 80-7215-287-4 – novela
- Stanice Tajga, Torst, 2008, ISBN 978-80-7215-336-7 – román
- Strážci občanského dobra, Torst, 2010, ISBN 978-80-7215-388-6 – román; ukázka vyšla pod názvem Krakov 1976–2001 – v Revolver Revue č. 78 (jaro 2010)
- Čechy, země zaslíbená, Torst, 2012, ISBN 978-80-7215-435-7
- Macocha, Torst, 2014, ISBN 978-80-7215-470-8
- Stručné dějiny Hnutí, Torst, 2018, ISBN 978-80-7215-561-3
- Zlodějka mýho táty, Torst, 2019, ISBN 9788072155828
- Liščí oči, Argo, 2021, ISBN 9788025735954
- Nejvyšší karta, Argo, 2023, ISBN 9788025740323

### Divadelní hry
- Buňka číslo, 2016

## Ocenění
Spisovatelčin debut Paměť mojí babičce získal cenu Magnesia Litera v kategorii Objev roku a zvítězil v anketě Lidových novin Kniha roku. Próza Umělohmotný třípokoj získala Cenu Jiřího Ortena. Hůlová získala v roce 2008 Cenu Josefa Škvoreckého za román Stanice Tajga.